# Liparis antarcticus
Espèce
Liparis antarcticus est une espèce de poisson de la famille des Liparidae (« limaces de mer »).